# JR西日本281型電聯車
JR西日本281系電聯車是西日本旅客铁道（JR-West）從1994年9月4日開始使用的直流電聯車，行駛關空特急遙號列車，為往返关西国际机场的乘客服務，車內有行李架和专用行李室。本型車由由近畿車輛和川崎重工共同建造。

## 構造

### 車體
以普通鋼製造，塗裝主題為「Shining White」，讓人聯想到天空中閃耀的雲彩與無限延伸的宇宙。車身側面有藍色條紋，並繪有“Haruka”標誌。先頭車的端面呈S形，並設有緊急用通道門。中間車車頂也有大型的JR字樣。
警笛是與681系列火車同樣的音樂喇叭。LED大燈位於先頭車端面腰部，左右各一組。後來有部分列車用於御召列車，裝有防彈玻璃。

#### 主要機器
控制裝置是使用GTO晶閘管元件的VVVF逆變器（東芝製造，WPC4型，1C1M控制，與同時期的的207型1000系和223型0系相同。牽引電機是WMT100B鼠籠式三相感應馬達，額定輸出功率為180kW。輔助電源（WSC40）來自於靜態逆變器，容量130kVA，安裝在動力車。採用下架交叉式集電弓（WPS27D），每部動力車一個，安裝於往京都的方向。
空氣壓縮機（WMH3094-WTC1000改型）容量為1000公升，6車編組裝有兩台，3車編組則有一台。空調系統為安裝在車頂的兩台WAU703，每部制冷力為18000大卡/小時。

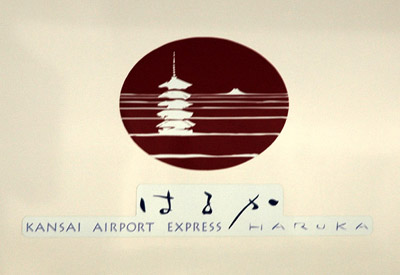
「はるか（遙號）」標誌
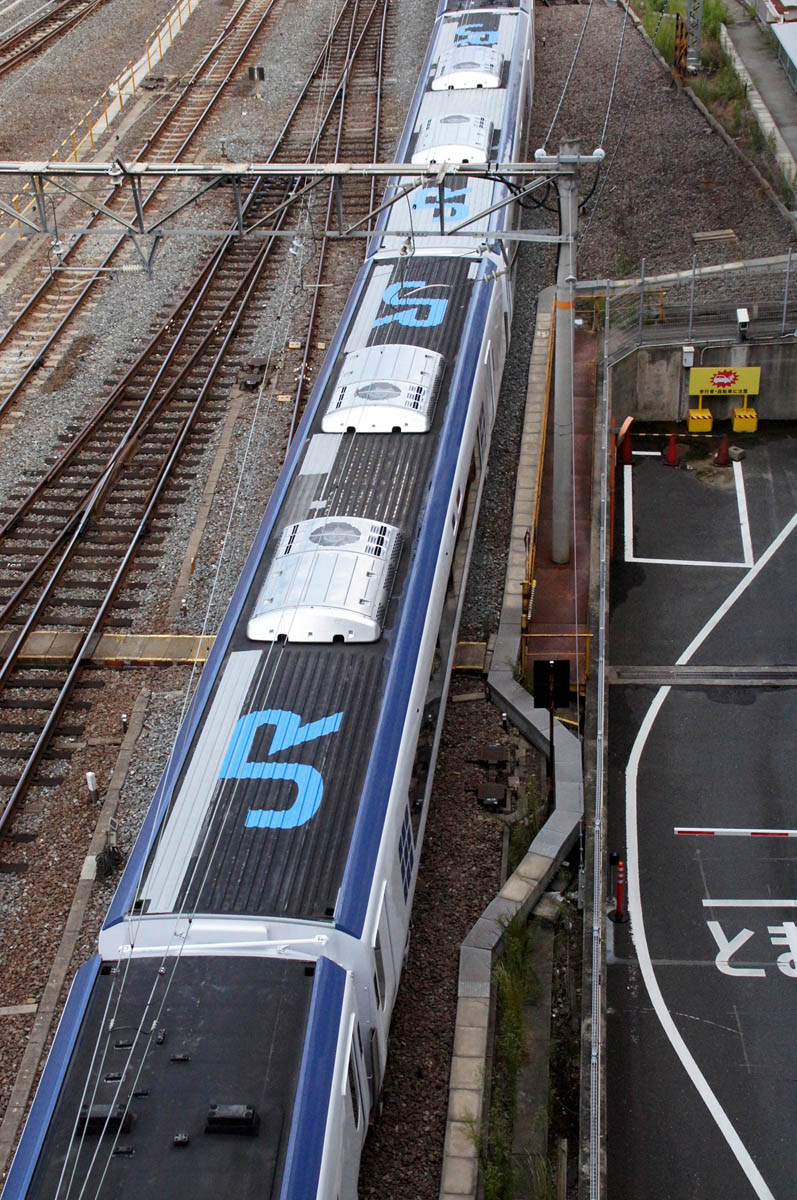
車頂上繪有“JR”標誌
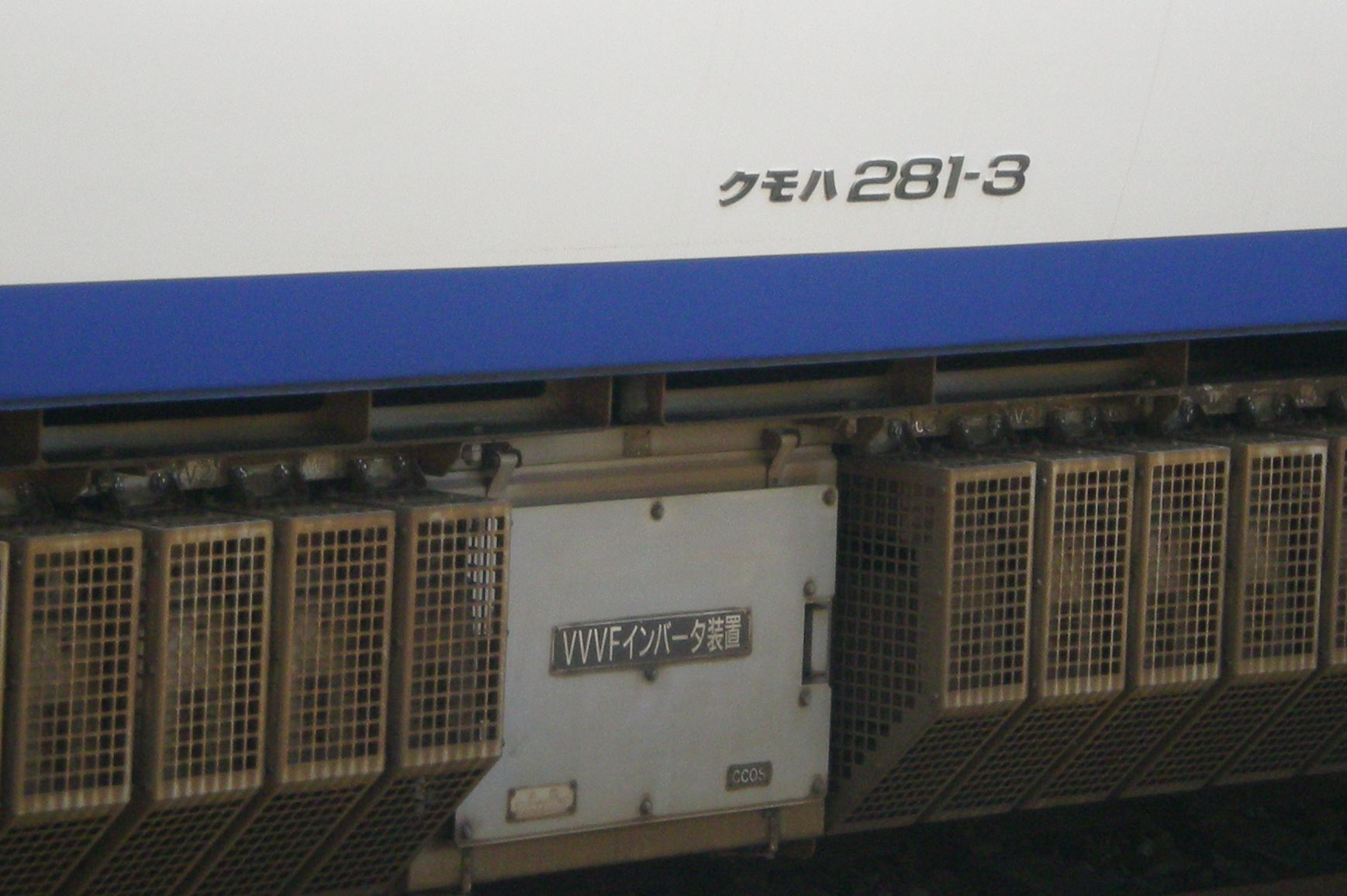
動力車上的 VVVF 控制裝置（クモハ281-3）

### 車内
所有座位都禁止吸煙，原先部分車輛設置了吸煙區，在全面禁菸後於2007年3月18日被拆除，用作手機通話用空間。
綠色車廂的座椅為可傾斜椅背的旋轉座椅，配置為2+1的3排座位，座椅間距1160mm。座椅椅套採用紫色調營造平靜的氣氛與關西的傳統感覺。座椅附有收納在扶手裡的小桌子，座椅的靠背安裝了雜誌架。
標準車廂的座椅為可傾斜椅背的旋轉座椅，配置為2+2的4排座位，座椅間距970mm。座椅椅套採用棕色和黃色，營造出優雅氣氛。座椅有一個附有可伸縮杯架的小桌子。
為了減短整備時間，可由駕駛室控制自動改變所有座椅的方向。每輛車的車門附近都設有行李放置區，以供旅客放置大件行李。從 2014 年 12 月 1 日起提供免費的公共無線上網服務，SSID為“JR-WEST_FREE_Wi-Fi”，在登錄畫面（日文、英文、中文、韓文）輸入代碼即可免費連接。代碼可在抵達日本之前取得，或是從京都站、大阪站、天王寺、關西機場第1航站樓1樓服務台取得。

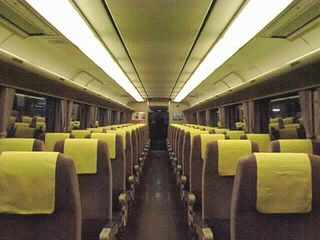
標準車廂
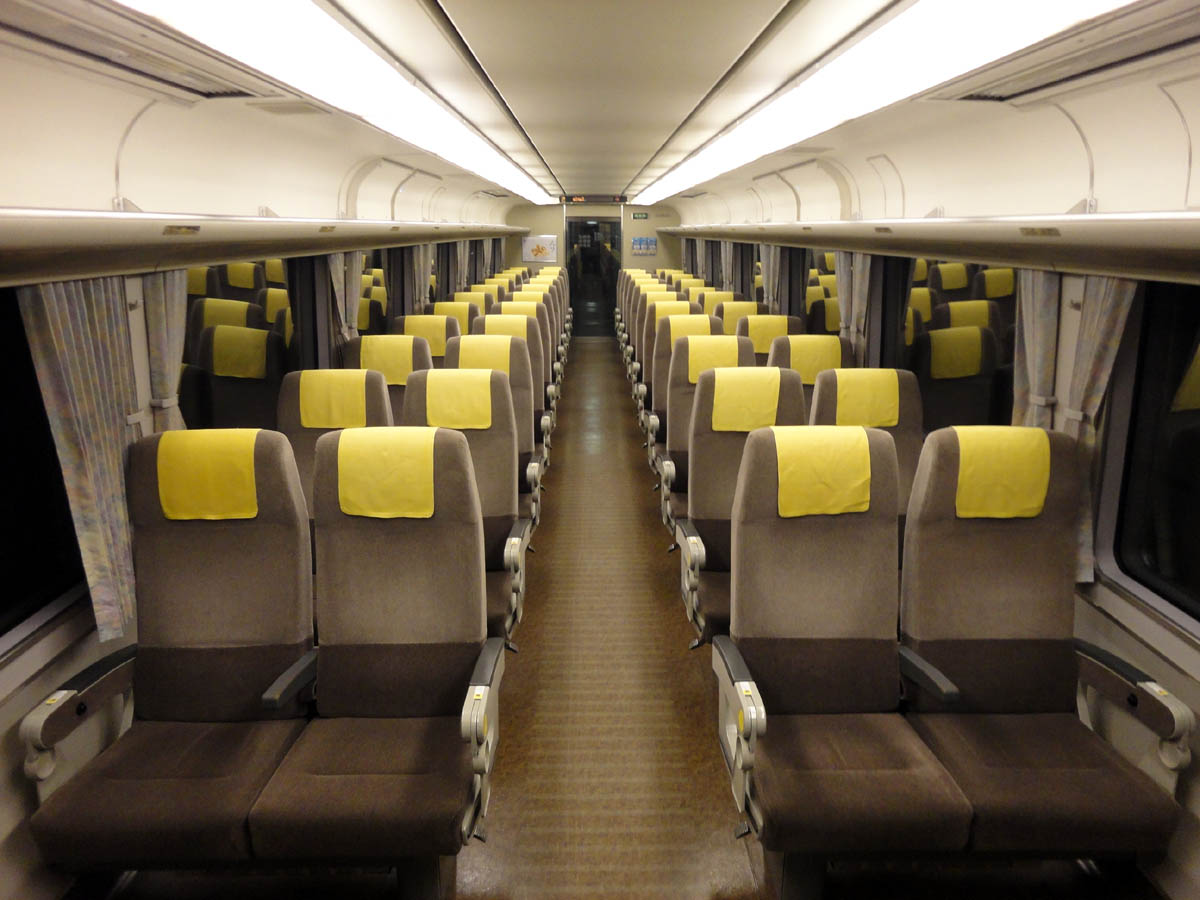
標準車廂
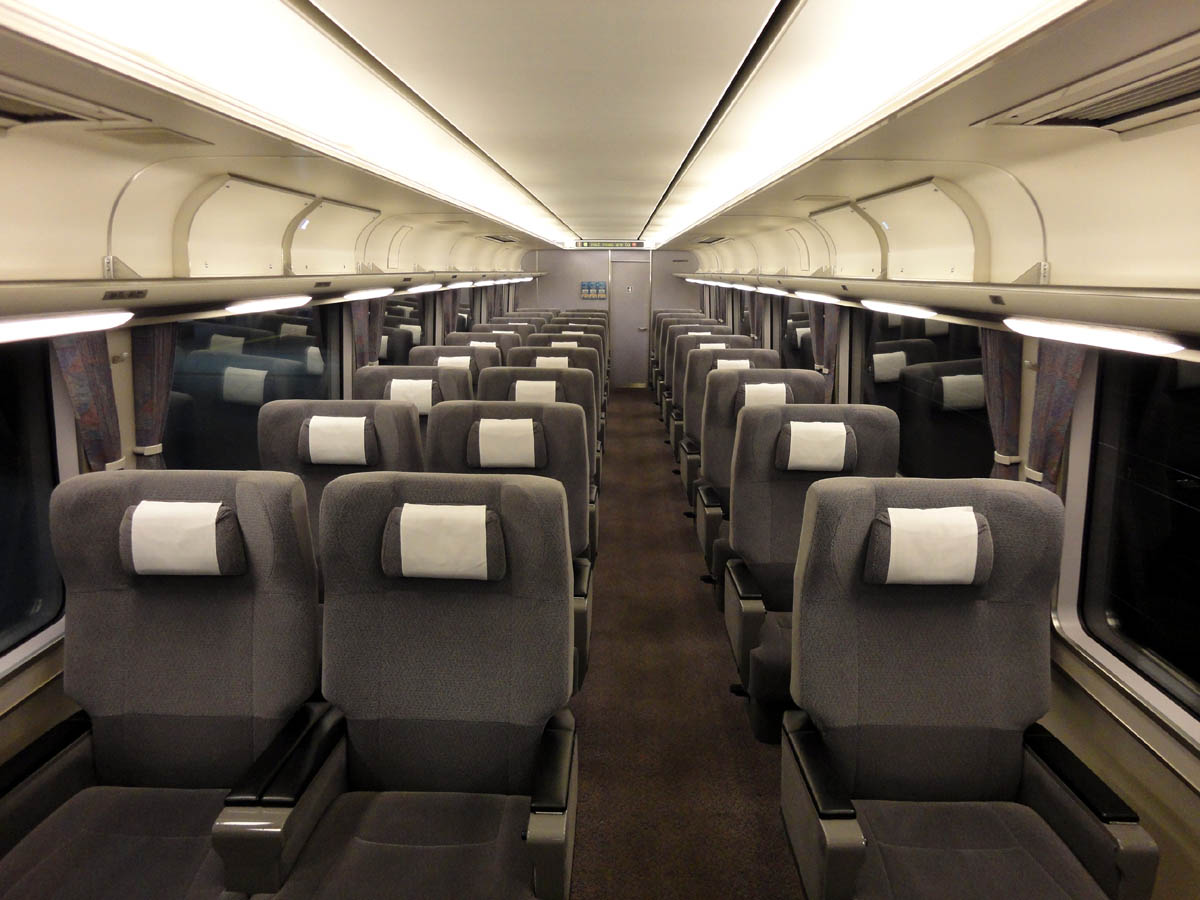
綠色車廂
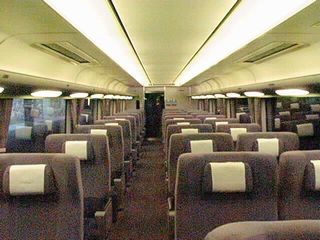
綠色車廂
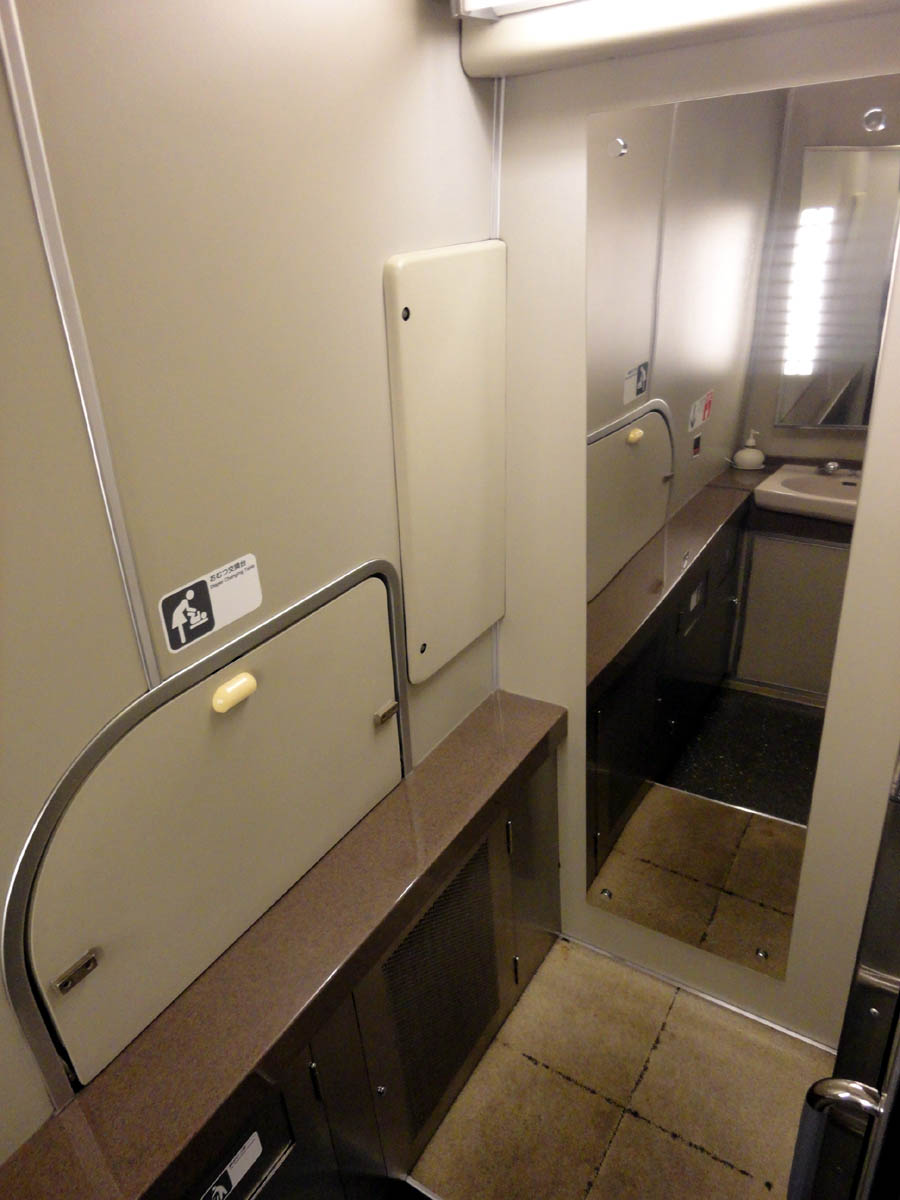
多功能室
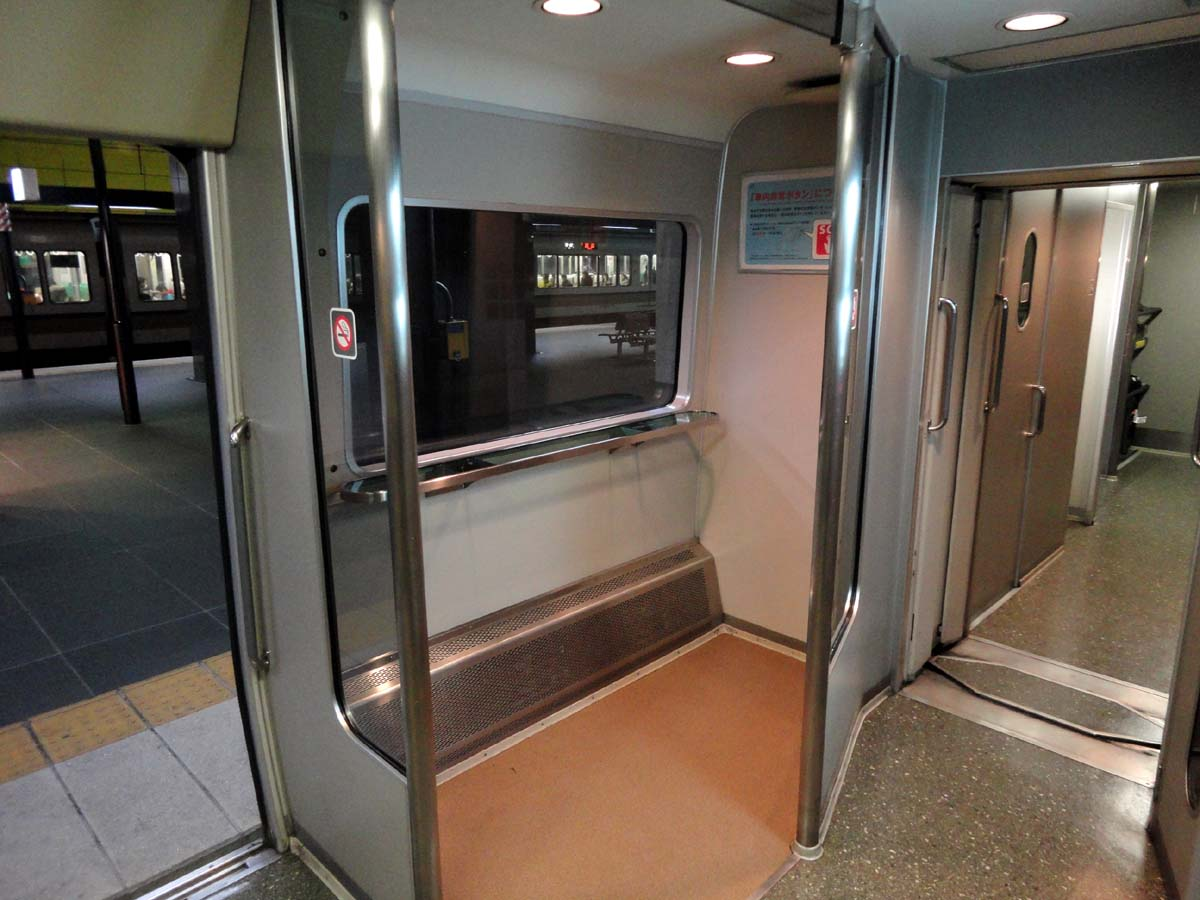
自由空間

## 编組
當初剛開始營運時為五輛編組，因乘坐率高，新造了中間車（サハ281形100番台）而成為六節編組。另外也有加掛用的3車編組。截至2020 年 5 月 1 日，本型車共有 63輛車，編為9個基本的六車編組，以及三個3車編組，配屬於吹田總合車輛所日根野支所。
遙號列車運行於野洲和關西機場之間運行，早晚有部分列車在基本的六節編組以外加上一個三節編組，共九輛車；其他時間則是標準六輛車編組。在年節的運輸高峰期，會將某些六車編組的中間三輛車插進其他的六車編組，形成貫通的九車編組，而剩下的三車編組又做為其他六車編組的加掛車而成為九輛車。結果有些班次的編組會有兩輛綠色車廂。但因為新冠病毒疫情，國際旅客減少，2020年4月1日至2021年3月13日間一度全數以六節基本編組運行。
目前除了同型車間互相連結外，也有與271系連結營運的定期列車行駛。

除了行駛遙號列車以外，本型車還在1999 年 10 月 2 日（平成 11 年）行駛舞鶴線電氣化完工的紀念列車。除了行駛團體列車進入湖西線之外，還曾經行駛御召列車：
- 2000年（平成12年）
  - 9月30日 - 京都站 → 東舞鶴站
  - 10月2日 - 天橋立站 → 大江站
- 2007年（平成19年）11月12日 - 大津駅站- 貴生川站間來回

### 6車編組
|                    | ←野洲、京都、新大阪方向關西空港方向→ |                         |                         |                                 |                                 |                                 |
| 基本編組           | KuRo 280-0（クロ280-0）              | MoHa 281-0（モハ281-0） | SaHa 281-0（サハ281-0） | SaHa 281-100（サハ281-100）     | MHa 281-0（モハ281-0）          | KuHa 281-0（クハ281-0）         |
| 增掛編組 1-6, 15号 | クハ280-0                            | サハ281-100             | クモハ281-0             |                                 |                                 |                                 |
| 增掛編組（代走時） | クロ280-0                            | モハ281-0               | クハ281-0               | ※將六車基本編組的中間三輛移走。 | ※將六車基本編組的中間三輛移走。 | ※將六車基本編組的中間三輛移走。 |